# Terence Parkin
Terence Parkin (n. 12 aprilie 1980, Bulawayo, Zimbabwe) este un înotător sud-african, medaliat olimpic. A participat la 2 ediții ale Jocurilor Olimpice (2000, 2004) în care a câștigat o medalie de argint.